# Joladalu, Channagiri
Joladalu là một làng thuộc tehsil Channagiri, huyện Davanagere, bang Karnataka, Ấn Độ.